# 劉葦 (1957年)
劉葦（1957年8月28日—2013年4月8日），上海人，文藝評論家，詩人，藝術策展人，專欄作家。

## 生平
劉葦生於上海楊浦，長期從事文學、藝術的批評工作，曾任上海東方廣播電臺文學節目《子夜書社》策劃、編輯及評論嘉賓，長期在上海法語聯盟講解法國電影，文化批評類雜誌《文景》編輯。代表作有評論隨筆集《四月的奧德賽》（2008）、法國電影評論集《影像的行板》（2009），主編《愛洛思詩叢》（2009）。
2013年4月8日22点45分劉葦在滬因患肝癌病逝。

## 作品
- 《四月的奧德賽》 （2008）
- 《影像的行板》（2010）
- 《此生是我嗎》（2014）